# جام قهرمانان کونکاکاف ۱۹۸۵
جام قهرمانان کونکاکاف ۱۹۸۵ بیست و یکمین دوره مسابقات بین‌المللی فوتبال باشگاهی سالانه جام قهرمانان کونکاکاف بود که در منطقه کونکاکاف (آمریکای شمالی، آمریکای مرکزی و دریای کارائیب) برگزار شد. مسابقات از ۹ آوریل ۱۹۸۵ تا ۲۶ ژانویه ۱۹۸۶ انجام شد.
تیم‌ها به ۲ منطقه (آمریکای شمالی و مرکزی و کارائیب) تقسیم شدند، که هر کدام تیم برنده را برای شرکت در مسابقات نهایی فرستادند. مسابقات به صورت رفت و برگشت برگزار شد.
باشگاه ترینیدادی دیفنس فورس با شکست ۲–۱ تیم هندوراسی المپیا، برای دومین بار عنوان قهرمانی این مسابقات را بدست آورد.

## منطقه آمریکای شمالی/مرکزی‌

### مرحله اول
| تیم ۱           | نتیجه نهایی   | تیم ۲       | بازی رفت | بازی برگشت |
| --------------- | ------------- | ----------- | -------- | ---------- |
| هتلز اینترنشنال | ۰ - ۳         | آئورورا     | ۰ - ۰    | ۰ - ۳      |
| کروات‌های شیکاگو | ۰ - ۶         | المپیا      | ۰ - ۴    | ۰ - ۲      |
| سوئیچتپکز       | ۴ - ۱         | آگویلا      | ۲ - ۱    | ۲ - ۰      |
| ویدا            | ۲ - ۰ ۵ - ۴ پ | فاس         | ۱ - ۱    | ۱ - ۱      |
| آمریکا          | ۴ - ۲         | گوادالاخارا | ۳ - ۱    | ۱ - ۱      |

### مرحله دوم
| تیم ۱     | نتیجه نهایی     | تیم ۲  | بازی رفت | بازی برگشت |
| --------- | --------------- | ------ | -------- | ---------- |
| سوئیچتپکز | ۱ - ۱ (۴ - ۳ پ) | المپیا | ۱ - ۰    | ۰ - ۱      |
| ویدا      | ۱ - ۳           | آمریکا | ۱ - ۰    | ۰ - ۳      |

### مرحله سوم
| تیم ۱  | نتیجه نهایی | تیم ۲  | بازی رفت | بازی برگشت |
| ------ | ----------- | ------ | -------- | ---------- |
| المپیا | ۳ - ۲       | آمریکا | ۲ - ۲    | ۱ - ۰      |

### مرحله چهارم
| تیم ۱   | نتیجه نهایی | تیم ۲  | بازی رفت | بازی برگشت |
| ------- | ----------- | ------ | -------- | ---------- |
| آئورورا | ۱ - ۲       | المپیا | ۱ - ۰    | ۰ - ۲      |

## منطقه کارائیب

### مرحله اول
| تیم ۱            | نتیجه نهایی      | تیم ۲      | بازی رفت | بازی برگشت |
| ---------------- | ---------------- | ---------- | -------- | ---------- |
| راسینگ گونیو     | ۰ - ۱            | گلدن استار | ۰ - ۰    | ۰ - ۱      |
| سن فرانسیس نشنال | ۲ - ۴            | مولین      | ۱ - ۲    | ۱ - ۲      |
| یونگ هلند        | ۰ - ۰ (۴ - ۳ پ.) | ترانسوال   | ۰ - ۰    | ۰ - ۰      |

### مرحله دوم
| تیم ۱      | نتیجه نهایی      | تیم ۲     | بازی رفت | بازی برگشت |
| ---------- | ---------------- | --------- | -------- | ---------- |
| مولین      | ۱ - ۰            | ویموث ولز | ۱ - ۰    |            |
| دیفنس فورس | ۲ - ۰            | کاپستیره  | ۱ - ۰    | ۱ - ۰      |
| یونگ هلند  | ۲ - ۱            | اس‌یوبی‌تی  | ۰ - ۱    | ۲ - ۰      |
| رابین‌هود   | ۳ - ۳ (۳ - ۴ پ.) | مونتجولی  | ۰ - ۱    | ۳ - ۲      |

### مرحله سوم
| تیم ۱    | نتیجه نهایی | تیم ۲     | بازی رفت | بازی برگشت |
| -------- | ----------- | --------- | -------- | ---------- |
| مونتجولی | ۴ - ۰       | یونگ هلند | ۳ - ۰    | ۱ - ۰      |

### مرحله چهارم
| تیم ۱    | نتیجه نهایی | تیم ۲      | بازی رفت | بازی برگشت |
| -------- | ----------- | ---------- | -------- | ---------- |
| مونتجولی | *           | دیفنس فورس |          |            |

دیفنس فورس با نتایجی نامعلوم مونتجولی را شکست داد و به فینال راه یافت.

## فینال
| دیفنس فورس | ۲–۰ | المپیا |
| ---------- | --- | ------ |
|            |     |        |

| المپیا               | ۱–۰ | دیفنس فورس |
| -------------------- | --- | ---------- |
| خوان کارلوس اسپینوزا |     |            |